# Juan Bautista Patroni

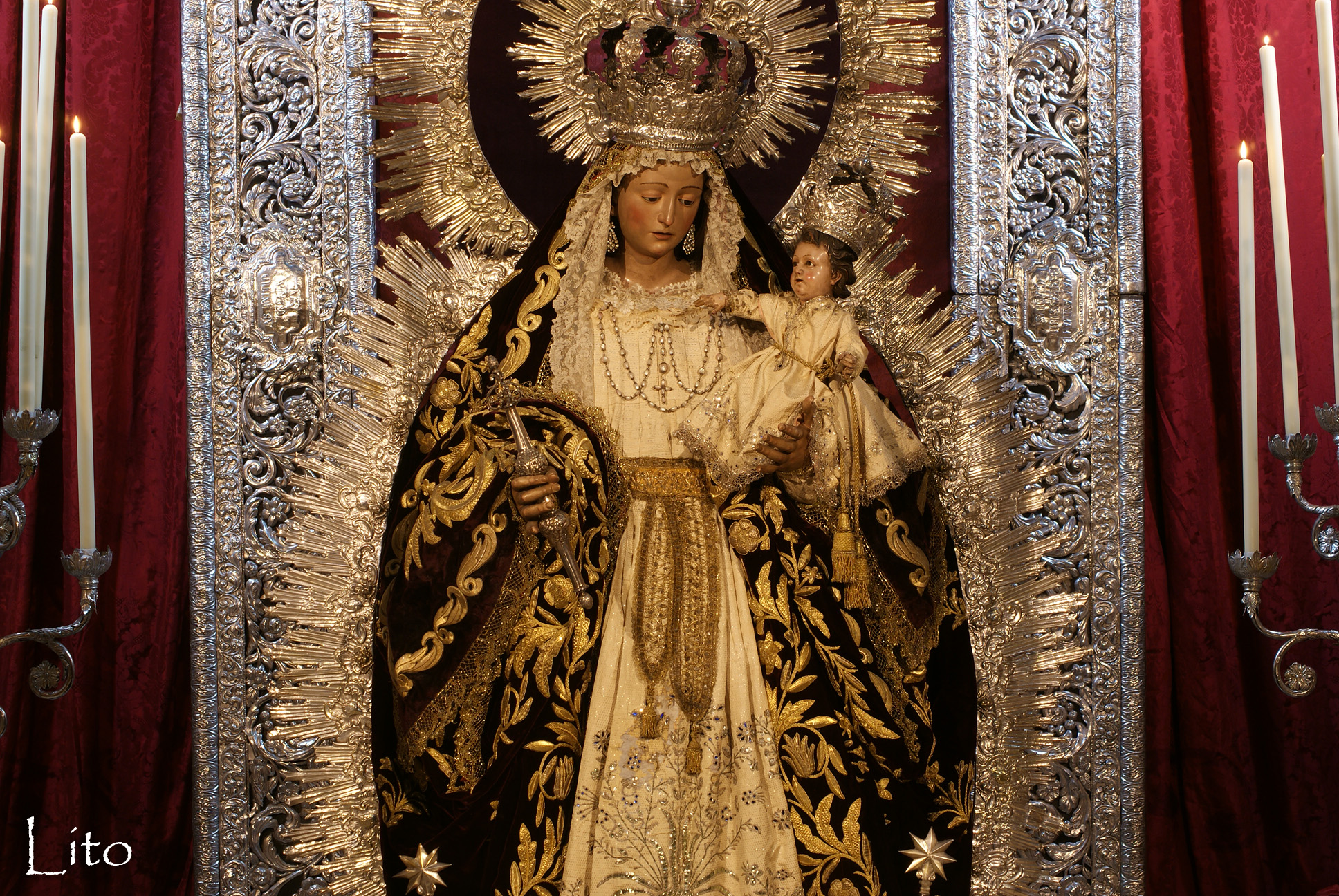
Virgen del Rosario de la Parroquia de San Vicente de Sevilla

Giovanni Battista Patrón Quartin (castellanizado como Juan Bautista Patroni) fue un escultor italiano asentado en Sevilla especializado en la elaboración de imaginería religiosa.

## Biografía
Nacido en Italia, se sabe que llega a Sevilla a los doce años. Su formación tendría lugar en el taller de un escultor italiano desconocido, de lo que se generaría una personal síntesis entre las tradiciones escultóricas sevillana e italiana.
Residió durante unos años a caballo entre Cádiz, Málaga y Sevilla, hasta que cumplidos los treinta años se asienta definitivamente en la capital andaluza.
Hay constancia de que en obras como la Inmaculada de Galaroza contó con la asistencia en la policromía de Juan de Mata Boys David.

## Obra

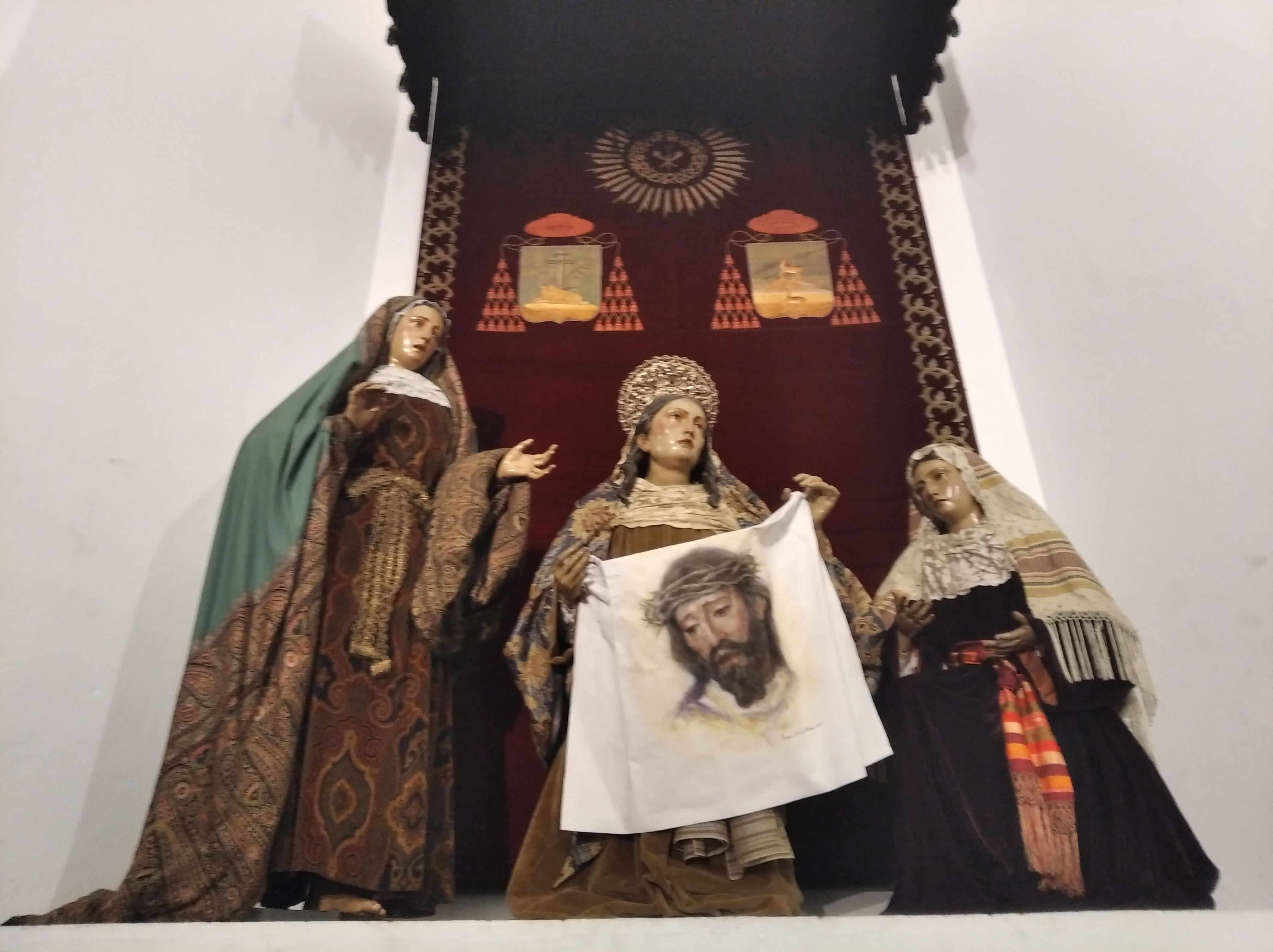
Santas Mujeres de la Hermandad del Valle de Sevilla

- Inmaculada Concepción. Parroquia de la Inmaculada Concepción. Galaroza. 1798.
- Cristo yacente. Parroquia del Carmen. Sanlúcar de Barrameda. 1799.
- San Juan Evangelista y Santa María Magdalena. Hermandad del Valle. Iglesia de la Anunciación. Sevilla. 1799.
- Santas Mujeres del paso de la Calle de la Amargura. Hermandad del Valle. Iglesia de la Anunciación. Sevilla. 1805.
- San Antonio de Padua. Parroquia de San Marcos. Alájar. Destruido en 1936.
- Jesús de la Humildad y Paciencia (atribuido). Hermandad de la Humildad y Paciencia. Convento de Santa Clara. Marchena.
- Virgen del Carmen (atribuida). Colegial del Divino Salvador. Sevilla.
- Virgen del Rosario (atribuida). Hermandad de las Siete Palabras. Parroquia de San Vicente. Sevilla.
- Cristo de la Vera+Cruz (atribuido). Hermandad de la Vera+Cruz de San Fernando (Cádiz)
- Virgen del Rosario (atribuida). Hermandad de Madre de Dios del Rosario. Parroquia de Santa Ana. Sevilla.
- Virgen de los Dolores (atribuida). Agrupación del Cautivo. Parroquia de Santa María la Mayor. Pilas (Sevilla).
- Virgen de los Dolores (atribuida). Hermandad del Santo Entierro. Iglesia de San Roque. Arahal (Sevilla).